# Sørstranda
Sørstranda lub Rygg – wieś w zachodniej Norwegii, w okręgu Sogn og Fjordane, w gminie Gloppen. Wieś leży u ujścia rzeki Ryggelva, na zachodnim brzegu fiordu Gloppefjorden, wzdłuż norweskiej drogi nr 615. Sørstranda znajduje się 5 km na zachód od miejscowości Sandane i około 16 km na południe  od lotniska Sandane. 
We wsi znajdują się dwa kościoły, pierwszy wybudowany w 1692 roku, drugi zaś w roku 1910.

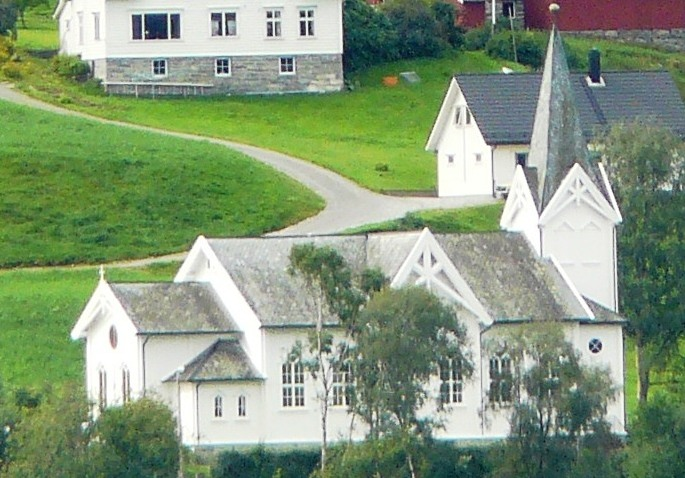
Kościół